# Bengt Gingsjö
Bengt Gingsjö   (Göteborg, 15 d'abril de 1952 - Tyresö, 14 de setembre de 2022) és un nedador suec, ja retirat, especialista en estil lliure, que va competir durant la dècada de 1970.
El 1972 va prendre part en els Jocs Olímpics d'Estiu de Múnic, on va disputar quatre proves del programa de natació. Fou quart en els 1.500 metres lliures i 4x200 metres lliures i sisè en els 400 metres lliures i els 400 metres estils. Quatre anys més tard, als Jocs de Mont-real va disputar tres proves del programa de natació. Destaca una setena posició en els 4x200 metres lliures, mentre en les altres proves quedà eliminat en sèries.
En el seu palmarès destaquen una medalla de bronze en els 400 metres lliures al Campionat del Món de natació de 1973 i una medalla de plata i una de bronze al Campionat d'Europa de natació de 1974. Durant la seva carrera va establir diversos rècords d'Europa en els 400, 800 i 1.500 metres lliures.